# Weissach
Weissach ist eine Gemeinde im Landkreis Böblingen in Baden-Württemberg. Sie gehört zur Region Stuttgart (bis 1992 Region Mittlerer Neckar) und zur Randzone der europäischen Metropolregion Stuttgart.

## Geografie

### Geografische Lage

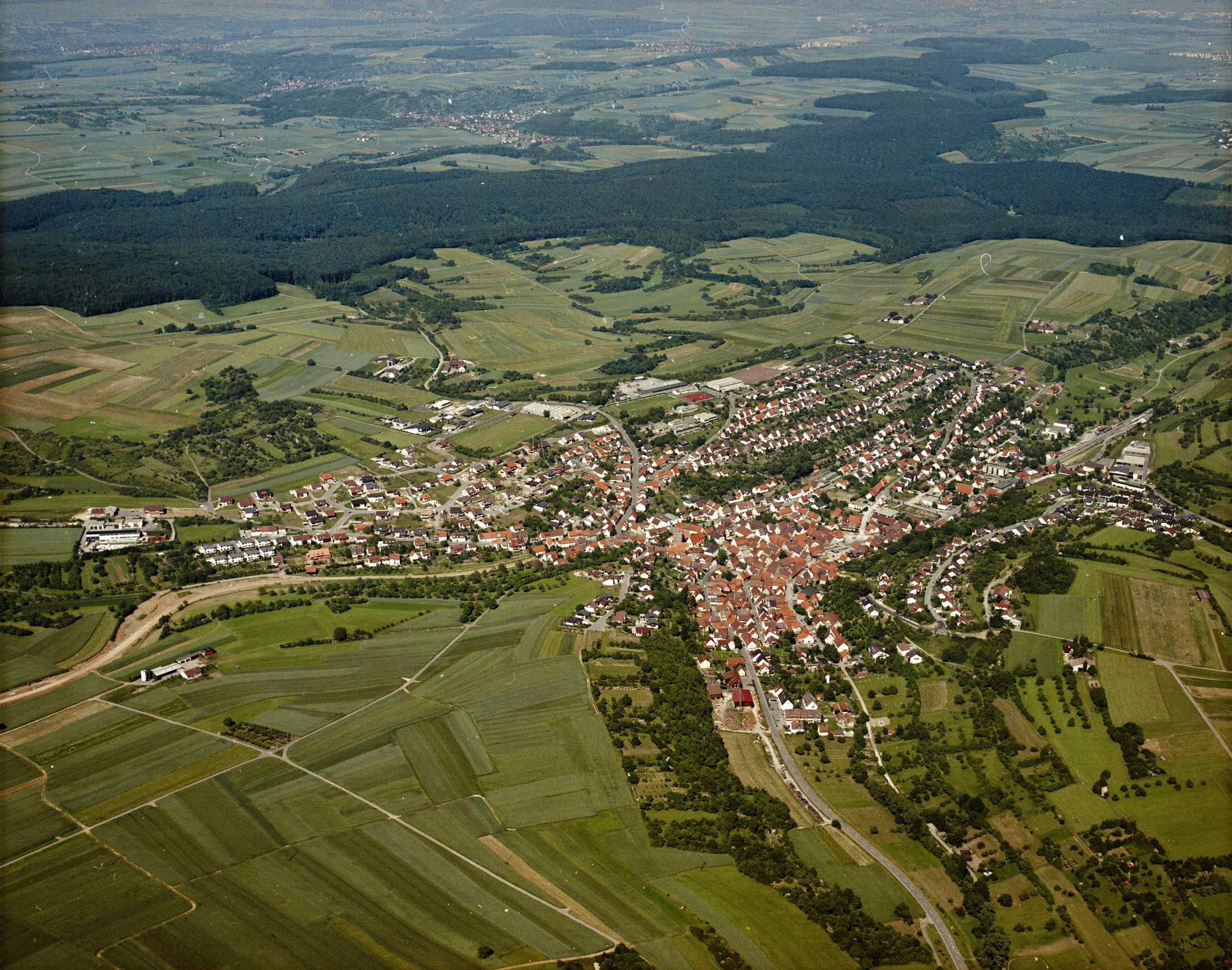
Weissach aus der Luft von Südwesten, 1984

Weissach liegt im Heckengäu, 6 km von Heimsheim, 8 km von Leonberg und ca. 18 km von Stuttgart entfernt. Weissach ist die nördlichste Gemeinde im Landkreis Böblingen.

### Klima
Der Jahresniederschlag liegt bei 737 mm und damit im mittleren Drittel der in Deutschland erfassten Werte. An 48 % der Messstationen des Deutschen Wetterdienstes werden niedrigere Werte registriert. Der trockenste Monat ist der Oktober, die meisten Niederschläge fallen im Juni. Im Juni fallen 2,1 mal mehr Niederschläge als im Oktober. Die Niederschläge variieren sehr stark. An nur 18 % der Messstationen werden höhere jahreszeitliche Schwankungen registriert.

### Gemeindegliederung

#### Weissach
Zur Gemeinde Weissach in den Grenzen vom 30. November 1970 gehören das Dorf Weissach und das Haus Ölmühle sowie die abgegangenen Ortschaften Birkhof und Kapfenhardt.

#### Flacht

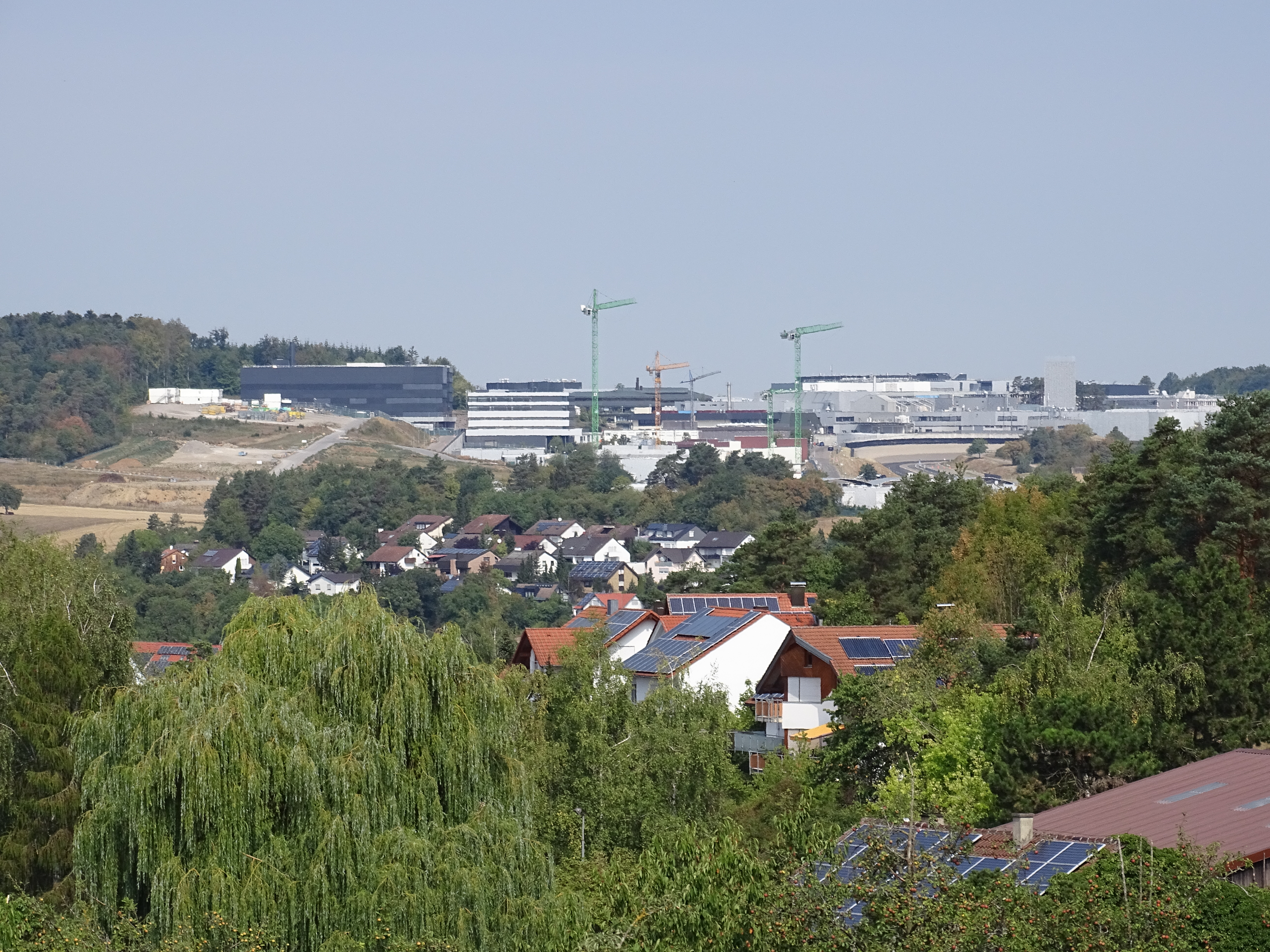
Flacht im Vordergrund, Porsche-Entwicklungszentrum im Hintergrund

Zu Weissach gehört die ehemals selbstständige Gemeinde Flacht. Hierzu wiederum gehören das Dorf Flacht sowie die abgegangenen Ortschaften Bonlanden, Eitenburg und Lauschenhofen.

Niederschlagsdiagramm

### Schutzgebiete
Südlich von Flacht liegt Hartmannsberg (Naturschutzgebiet). Weitere Teile des Gemeindegebiets wurden als Landschaftsschutzgebiet ausgewiesen. Die Gemeinde hat überdies Anteil am FFH-Gebiet Strohgäu und unteres Enztal.

## Geschichte

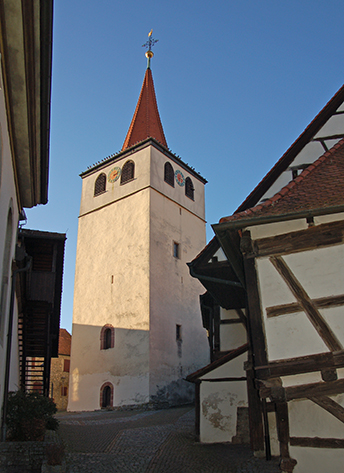
Kirchturm und Gaden der ehemaligen Kirchenburg

### Mittelalter und frühe Neuzeit
Die ersten urkundlichen Erwähnungen von Weissach sind im Jahr 1100 sowie im Jahre 1254 bezeugt.
Bereits im 12. und 13. Jahrhundert erwarb das Kloster Maulbronn mehr und mehr Besitz in Weissach (Burg Kapfenhardt) und übte seit etwa 1150 die von den Grafen von Vaihingen übernommene Ortsherrschaft und bald auch das Kirchenpatronat aus. Mit der Reformation in den altwürttembergischen Gebieten wurde das Kloster Maulbronn in eine Klosterschule nach reformatorischen Maßstäben umgewandelt und dem Haus Württemberg unterstellt. Weissach war nun aufgrund dieser geschichtlichen Ursprünge bis ins Jahr 1808 dem württembergischen Klosteramt Maulbronn zugehörig. Die traditionsreiche Geschichte von Weissach spiegelt sich auch im Ortsbild und der durchaus vorhandenen historischen Bausubstanz wider: Nach einem großen Brand im Jahr 1791 musste der Ort fast vollständig neu aufgebaut werden, die meisten alten Gebäude sind also nach 1791 erbaut worden. Aus der Zeit vor 1791 stammen unter anderem die Kirchenburg mit alleinstehendem Wehrturm, Gaden (Vorratskammern) und ehemaligem Herrenhaus innerhalb des Mauerrings. Die überregional bekannte Kirche war früher von zwei Mauern umgeben und entsprach einer Wehrkirche im eigentlichen Sinn. Die ehemalige Zehntscheuer beherbergt heute die Ortsbücherei. Das Pfarrhaus, das Backhaus, die alte Schule sowie verschiedene historische Gehöfte sind ebenfalls prägend für das dörfliche Ortsbild. Weissach war über Jahrhunderte hinweg landwirtschaftlich geprägt, dies zeigte sich über sehr lange Zeit in der Alltagskultur der Einwohner.

### 19. Jahrhundert
Bei der Neugliederung des jungen Königreichs Württemberg am Anfang des 19. Jahrhunderts kam Weissach zunächst zum Oberamt Leonberg (1808/09) und dann ans Oberamt Vaihingen, während Flacht beim Oberamt Leonberg blieb.

### 20. Jahrhundert
1906 bekam Weissach über die von den Württembergischen Nebenbahnen betriebene Strohgäubahn Anschluss an das Streckennetz der Württembergischen Eisenbahn. Die Verwaltungsreform während der NS-Zeit in Württemberg führte 1938 zur Zugehörigkeit von Weissach und Flacht zum neu gegründeten Landkreis Leonberg. 1945 wurden die Orte Teil der Amerikanischen Besatzungszone und gehörten somit zum neu gegründeten Land Württemberg-Baden, das 1952 im jetzigen Bundesland Baden-Württemberg aufging. Spätestens ab dem Ende des Zweiten Weltkrieges fand ein rasanter Strukturwandel in Wirtschaft, Gesellschaft und Alltagskultur statt. Weissach hat sich in den letzten 60 Jahren seiner Geschichte stärker entwickelt als jemals zuvor. Die Zahl der landwirtschaftlichen Betriebe ist bis auf einige wenige zurückgegangen, der Ort hat seine Siedlungsfläche enorm vergrößert und seine Bevölkerung seit 1946 mehr als verdoppelt. Die meisten Erwerbstätigen finden heute ihr Auskommen in Industrie, Handel und Gewerbe. Ein Meilenstein in der Entwicklung vom Dorf zur Industrie- und Wohngemeinde war 1961 die Ansiedlung von Porsche (Porsche Engineering Group GmbH) auf Weissacher Markungsfläche.

### Weissacher Sage
Die Gemeinde Weissach musste in einer Notlage Teile von Waldungen in Bonlanden und im Maisental an das Kloster Maulbronn verpfänden. Die Klausel hieß, dass das Geld an einem bestimmten Tag des Jahres 1210 um 12 Uhr mittags dem Abt persönlich zurückgegeben werden müsste, sonst verfalle der Wald. Schultheiß und Magistrat von Weissach trafen pünktlich in Maulbronn ein, wo ihnen erklärt wurde, dass der Abt gerade noch nicht da sei. Sie sollten sich bis zur Rückkehr des Abts gedulden und essen und trinken. Man gab ihnen gutes Essen und Wein, sodass sie bald nicht mehr auf die Zeit achteten. Kurz nach 12 Uhr kam der Abt schließlich und erklärte den Weissachern, er habe das Geld nicht um 12 Uhr erhalten und so sei der Wald an das Kloster verfallen. Darauf zogen die Weissacher verdrossen ab. Aus Rache haben dann die Weissacher den Abt zwei Jahre später umgebracht, als dieser ohnehin vogelfrei war und deshalb keine Strafe drohte. Der sich schützende Abt ist heute noch Hauptfigur des Marktbrunnens.

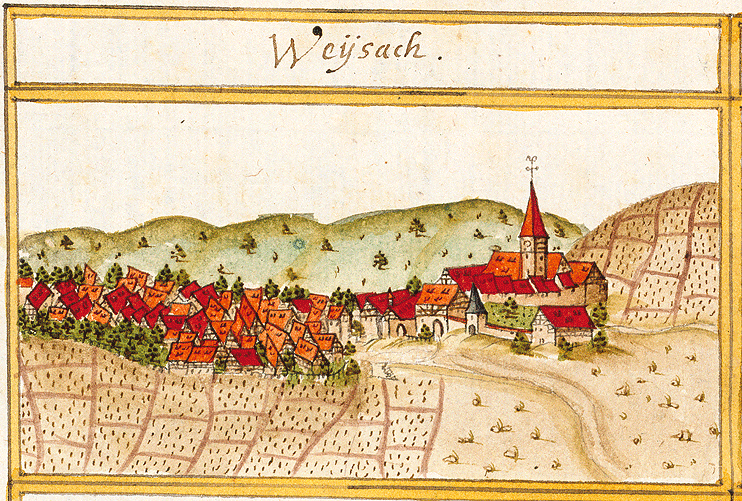
Weissach 1682, Ansicht im Forstlagerbuch von Andreas Kieser
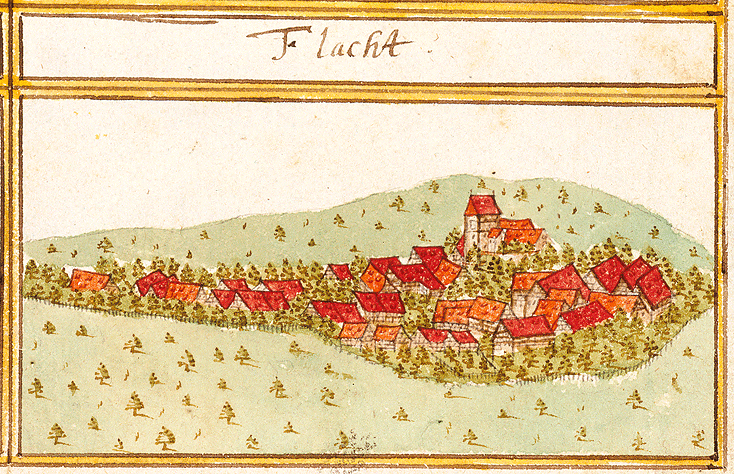
Flacht 1682

### Eingemeindungen
Am 1. Dezember 1971 wurde die bis dahin eigenständige Gemeinde Flacht im Rahmen der Kreisreform nach Weissach eingemeindet.

### Einwohnerentwicklung
Es handelt sich um Einwohnerzahlen nach dem jeweiligen Gebietsstand. Die Zahlen sind Volkszählungsergebnisse (¹) oder amtliche Fortschreibungen des Statistischen Landesamtes Baden-Württemberg (nur Hauptwohnsitze).
| Datum              | Einwohner |
| ------------------ | --------- |
| 1. Dezember 1871 ¹ | 2104      |
| 1. Dezember 1880 ¹ | 2121      |
| 1. Dezember 1890 ¹ | 2078      |
| 1. Dezember 1900 ¹ | 1900      |
| 1. Dezember 1910 ¹ | 2031      |
| 16. Juni 1925 ¹    | 2061      |
| 16. Juni 1933 ¹    | 2105      |

| Datum                | Einwohner |
| -------------------- | --------- |
| 17. Mai 1939 ¹       | 2079      |
| 13. September 1950 ¹ | 2819      |
| 6. Juni 1961 ¹       | 3215      |
| 27. Mai 1970 ¹       | 4628      |
| 31. Dezember 1980    | 5747      |
| 27. Mai 1987 ¹       | 6193      |
| 31. Dezember 1990    | 6528      |

| Jahr* | Einwohner |
| ----- | --------- |
| 1995  | 7213      |
| 2000  | 7544      |
| 2005  | 7705      |
| 2010  | 7398      |
| 2015  | 7490      |
| 2020  | 7665      |

## Politik

### Gemeinderat
In Weissach wurde der Gemeinderat bis 2019 nach dem Verfahren der unechten Teilortswahl gewählt. Dabei kann sich die Zahl der Gemeinderäte durch Überhangmandate (Ausgleichssitze) verändern. 2023 wurde die Unechte Teilortswahl abgeschafft. Der Gemeinderat in Weissach hat seit der Kommunalwahl 2024 18 Mitglieder. Er besteht aus den gewählten ehrenamtlichen Gemeinderäten und dem Bürgermeister als Vorsitzendem. Der Bürgermeister ist im Gemeinderat stimmberechtigt.
Die Kommunalwahl am 9. Juni 2024 führte zu folgendem Ergebnis.
| Parteien und Wählergemeinschaften | Parteien und Wählergemeinschaften                 | % 2024  | Sitze 2024 | % 2019  | Sitze 2019 | Kommunalwahl 2024 %403020100 34,94 %29,90 %21,94 %13,21 %n. k. % FWBLULGrüneSPDGewinne und Verlusteim Vergleich zu 2019 %p 6 4 2 0 −2 −4 −6+5,04 %p+0,88 %p+1,28 %p−4,98 %p−2,23 %pFWBLULGrüneSPD |
| FW                                | Freie Wähler Weissach-Flacht e. V.                | 34,94   | 6          | 29,90   | 6          | Kommunalwahl 2024 %403020100 34,94 %29,90 %21,94 %13,21 %n. k. % FWBLULGrüneSPDGewinne und Verlusteim Vergleich zu 2019 %p 6 4 2 0 −2 −4 −6+5,04 %p+0,88 %p+1,28 %p−4,98 %p−2,23 %pFWBLULGrüneSPD |
| BL                                | Bürgerliste – Unabhängige Wählervereinigung e. V. | 29,90   | 6          | 29,02   | 6          | Kommunalwahl 2024 %403020100 34,94 %29,90 %21,94 %13,21 %n. k. % FWBLULGrüneSPDGewinne und Verlusteim Vergleich zu 2019 %p 6 4 2 0 −2 −4 −6+5,04 %p+0,88 %p+1,28 %p−4,98 %p−2,23 %pFWBLULGrüneSPD |
| UL                                | Unabhängige Liste Weissach und Flacht             | 21,94   | 4          | 20,66   | 4          | Kommunalwahl 2024 %403020100 34,94 %29,90 %21,94 %13,21 %n. k. % FWBLULGrüneSPDGewinne und Verlusteim Vergleich zu 2019 %p 6 4 2 0 −2 −4 −6+5,04 %p+0,88 %p+1,28 %p−4,98 %p−2,23 %pFWBLULGrüneSPD |
| GRÜNE                             | Bündnis 90/Die Grünen                             | 13,21   | 2          | 18,19   | 4          | Kommunalwahl 2024 %403020100 34,94 %29,90 %21,94 %13,21 %n. k. % FWBLULGrüneSPDGewinne und Verlusteim Vergleich zu 2019 %p 6 4 2 0 −2 −4 −6+5,04 %p+0,88 %p+1,28 %p−4,98 %p−2,23 %pFWBLULGrüneSPD |
| SPD                               | Sozialdemokratische Partei Deutschlands           | –       | –          | 2,23    | 0          | Kommunalwahl 2024 %403020100 34,94 %29,90 %21,94 %13,21 %n. k. % FWBLULGrüneSPDGewinne und Verlusteim Vergleich zu 2019 %p 6 4 2 0 −2 −4 −6+5,04 %p+0,88 %p+1,28 %p−4,98 %p−2,23 %pFWBLULGrüneSPD |
| gesamt                            | gesamt                                            | 100,0   | 18         | 100,0   | 20         | Kommunalwahl 2024 %403020100 34,94 %29,90 %21,94 %13,21 %n. k. % FWBLULGrüneSPDGewinne und Verlusteim Vergleich zu 2019 %p 6 4 2 0 −2 −4 −6+5,04 %p+0,88 %p+1,28 %p−4,98 %p−2,23 %pFWBLULGrüneSPD |
| Wahlbeteiligung                   | Wahlbeteiligung                                   | 66,26 % | 66,26 %    | 66,05 % | 66,05 %    | Kommunalwahl 2024 %403020100 34,94 %29,90 %21,94 %13,21 %n. k. % FWBLULGrüneSPDGewinne und Verlusteim Vergleich zu 2019 %p 6 4 2 0 −2 −4 −6+5,04 %p+0,88 %p+1,28 %p−4,98 %p−2,23 %pFWBLULGrüneSPD |

### Bürgermeister seit 1948
- 1948–1972: Hermann Kempf
- 1973–1997: Wolfgang Lucas
- 1997–2005: Roland Portmann
- 2005–2006: Reinhard Riesch
- 2006–2014: Ursula Kreutel
- 2014–2022: Daniel Töpfer (CDU)
- seit 2022: Jens Millow

Bürgermeister ist seit dem 29. September 2022 der parteilose Jens Millow. Er wurde am 3. Juli 2022 mit 75,6 Prozent der Stimmen gewählt. Sein Vorgänger Daniel Töpfer trat nicht erneut an.

### Wappen und Flagge

#### Wappen
| Wappen der Gemeinde Weissach | Blasonierung: „In einem durch einen silbernen (weißen) Schräglinksfaden geteiltem Schild vorne in Rot ein silbernes (weißes) Kreuz mit Tatzenenden, hinten in Blau ein goldener (gelber) Entenfuß.“ |
| Wappen der Gemeinde Weissach | Wappenbegründung: Das silberne Kreuz mit Tatzenenden geht auf ein Flecken- beziehungsweise Marksteinzeichen aus dem Jahre 1682 zurück. Dieses Wappen findet sich seit etwa 1820 im Siegel des Schultheißen. Das Fleckenzeichen wird mit einem Sühnekreuz für den im Jahr 1212 in Weissach erschlagenen Maulbronner Gegenabt Johann von Neipperg in Verbindung gebracht. Die Farben Rot des Hintergrundes und Silber (Weiß) des Kreuzes sind in Anlehnung an die Wappenfarben Rot und Silber (Weiß) des Wappens der Grafen von Neipperg gewählt. Das im vorderen Teil des Schildes abgebildete Motiv ist das im Jahre 1961 verliehene Wappen der Gemeinde Weissach, das bis zur Verleihung des neuen Wappens gültig war. Bei den im hinteren Teil des Schildes dargestellten Motiv handelt es sich um das Wappen der aufgelösten Gemeinde Flacht, die in die Gemeinde Weissach eingemeindet wurde. Der goldene Entenfuß spielt auf das Wappen des Maulbronner Abtes Johann Entenfuß (1512-1518) an. Mit dem Wappen wird auf die Geschichte des Ortsteils Flacht Bezug genommen, der bis zur Reformation im Besitz des Klosters Maulbronn war. Der silberne Schräglinksfaden verhindert, dass die Farben Rot und Blau aufeinanderstoßen. Das Wappen wurde der Gemeinde am 22. Juni 2006 vom Landratsamt Böblingen verliehen. |

Wappen der ehemals eigenständigen Gemeinden und heutigen Ortsteile

Flacht In Blau ein goldener (gelber) Entenfuß.
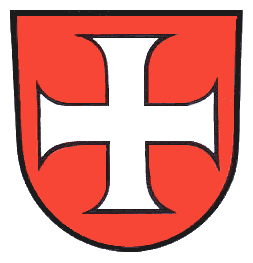
Weissach In Rot ein silbernes (weißes) Kreuz mit Tatzenenden.

#### Flagge
Die in Weiß (silber) und Rot geteilte Flagge wurde der Gemeinde ebenfalls am 22. Juni 2006 vom Landratsamt Böblingen verliehen. In der Mitte der Flagge führt die Gemeinde das oben beschriebene Wappen.

### Partnerschaften
Die Gemeinde Weissach unterhält seit 1998 eine Partnerschaft mit Marcy-l’Étoile in Frankreich.

## Wirtschaft und Infrastruktur

### Verkehr

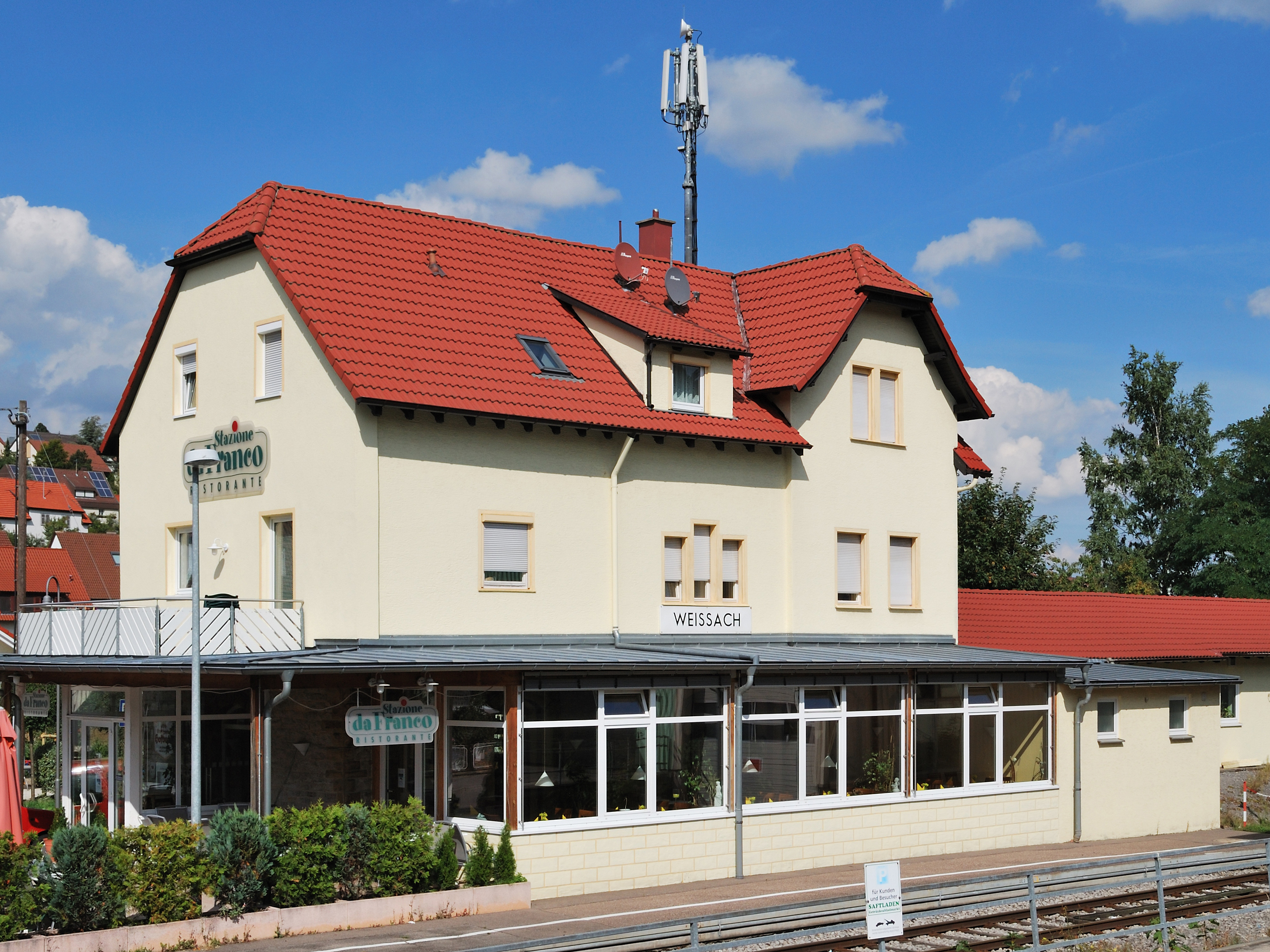
Der Bahnhof

Die Strohgäubahn nach Korntal bindet Weissach grundsätzlich an das Schienennetz an, allerdings wird der Endabschnitt von Heimerdingen nach Weissach seit 2012 nicht mehr fahrplanmäßig befahren. Die Reaktivierung des Streckenabschnitts war seitdem mehrfach Diskussionsgegenstand – sowohl im Weissacher Gemeinderat als auch in der Regionalversammlung. Das Land Baden-Württemberg fördert eine Machbarkeitsstudie, die die Wirtschaftlichkeit einer Sanierung und Wiederinbetriebnahme prüfen soll.
Aktuell ist Weissach über mehrere regionale Buslinien, die von der Firma Wöhr-Tours betrieben werden, an das S-Bahn-Netz Stuttgart angeschlossen. Alle Verbindungen gehören mit einheitlichen Tarifen zum Verkehrs- und Tarifverbund Stuttgart und verbinden Weissach und Flacht mit Perouse, Rutesheim, Leonberg und Renningen. In Leonberg und Renningen bestehen (wie auch in Korntal) Umstiegsmöglichkeiten in die Linien S6 und S60 der S-Bahn Stuttgart.
Der Weissacher Bahnhof dient inzwischen der GES als Werkstatt und wird gelegentlich für den Museumsbetrieb von Dampf- und Dieselloks genutzt.
Durch den Ort führt die L 1177. Die nahegelegene A8 ist über die Anschlussstellen Rutesheim und Heimsheim erreichbar.

### Ansässige Unternehmen
In Weissach, in Richtung Mönsheim und Flacht, befindet sich seit 1962 eine Teststrecke des Zuffenhausener Sportwagenherstellers Porsche. Im Oktober 1971 wurde auf dem dafür vergrößerten Gelände außerdem das Entwicklungszentrum der Firma eingerichtet. Im Entwicklungs- und Motorsportzentrum in Weissach werden die Rennfahrzeuge von Porsche produziert. Es liegt ca. 25 km vom Stammwerk Zuffenhausen entfernt und wuchs von ca. 38 Hektar Grundstücksfläche im Jahr 1960 auf 68 Hektar im Jahr 2008. 1991 wurden bereits 2.300 Mitarbeiter beschäftigt. Neben Betriebsgebäuden stehen verschiedene Varianten eines Rundkurses und ein Skid-pad (Schleuderplatte) nicht nur für die Entwicklung, sondern auch für Schulungen von Porschefahrern zur Verfügung. Im April 2013 werden bereits 4.500 Mitarbeiter beschäftigt und ein weiterer Ausbau wurde genehmigt.
Sowohl die Weissach-Achse als auch das optionale „Weissach-Paket“ von Porsche-Sportwagenmodellen wurden nach der Gemeinde benannt.
Im Porsche-Entwicklungszentrum ist seit 1996 zusätzlich das „Abgaszentrum der Automobilindustrie“ (ADA) angesiedelt, ein Gemeinschaftsprojekt von Audi, BMW, Daimler, Porsche und VW für Grundlagenforschung zu Abgasnachbehandlungssystemen. Am 21. Februar 2018 wurde die bevorstehende Schließung von ADA bekanntgegeben.
2009 beliefen sich die Gewerbesteuereinnahmen vor allem durch Porsche auf gut 222 Millionen €. Dies entspricht ca. 29.600 € pro Einwohner. Damit verfügt Weissach über die höchste Pro-Kopf-Gewerbesteuereinnahme in Deutschland.
Seit Porsche durch Volkswagen am 1. August 2012 übernommen worden ist, sind die Gewerbesteuereinnahmen durch Porsche zurückgegangen. Die gesamten Gewerbesteuereinnahmen der Gemeinde Weissach liegen seit 2017 zwischen 5 und 8 Millionen €.

### Bildungseinrichtungen
Mit der Ferdinand-Porsche-Schule gibt es eine Grund- und Gemeinschaftsschule in Weissach, der Ortsteil Flacht verfügt über eine eigene Grundschule.

## Kultur und Sehenswürdigkeiten
- St. Ulrich (Weissach)
- Kirchenburg Weissach

Museen

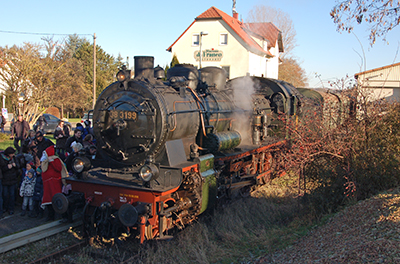
Museumszug mit Dampflok 38.3199 im Weissacher Bahnhof

- Im alten Schulhaus des Ortsteils Flacht befindet sich das Heimatmuseum und die Galerie Sepp Vees.
- Auf der Strohgäubahn nach Korntal verkehren auch Museumszüge (Feuriger Elias), die durch die GES betrieben werden.

## Persönlichkeiten

### Söhne und Töchter der Stadt
- Erich Hartmann, * 19. April 1922, † 20. September 1993, Luftwaffenoffizier und Jagdflieger der Wehrmacht und der Bundeswehr
- Herbert Linge, * 11. Juni 1928, † 5. Januar 2024, Rennfahrer der Nachkriegszeit

### Sonstige bedeutende Persönlichkeiten
Hier werden bekannte Persönlichkeiten aufgeführt, die in Weissach einen Teil ihres Lebens verbracht haben oder in Weissach verstorben sind.
- Sepp Vees (* Gundershofen, 11. November 1908, † Flacht, 1. Dezember 1989) war ein Künstler, der ab 1933 in Flacht lebte. Bilder von ihm sind in der Galerie Sepp Vees in Flacht ausgestellt.
- Otto Mörike (* 7. April 1897 in Dürrwangen; † 9. Juli 1978 in Schorndorf), evangelischer Pfarrer und Widerstandskämpfer im Dritten Reich, war Pfarrer in Flacht ab 1939. Hier versteckte er Juden in seinem Pfarrhaus unter anderen auch das Ehepaar Max und Ines Krakauer, die auch dank seiner Hilfe das Nazi-Regime überlebten.
- Serge Gnabry (* 14. Juli 1995 in Stuttgart), Fußballspieler beim FC Bayern München, wuchs in Weissach auf und spielte in seiner Jugend beim TSV Weissach.